# アンドレイ・トシェフ
アンドレイ・スラヴォフ・トシェフ (ブルガリア語: Андрей Славов Тошев, ラテン文字転写: Andrey Slavov Toshev、1867年4月16日 - 1944年1月10日）は、ブルガリアの科学者、外交官。1935年に首相を務めた。

## 経歴
スタラ・ザゴラ出身。トシェフは外交官として1909年から1913年までセルビアでブルガリア大使を務め、その中で彼はバルカン同盟の成立を助けた。また、1913年から1914年にコンスタンティノープルでブルガリア大使を務めた。
1934年のズヴェノの軍事クーデター後の不安定な中、断固たる忠誠心を示したため、トシェフはボリス3世により閣僚評議会議長に指名された。彼は事実上ツァールの傀儡として、軍政期後に純粋な文民内閣を率いた。 彼の内閣は1935年11月の選挙においてゲオルギ・キョセイヴァノフが勝利することで短命なものとなった。